# Лазарица (Крецово)
Лазарица (на гръцки: Τούμπα Λαζαρίτσα) е археологически обект край кукушкото село Крецово (Хориги), Гърция.
Хълмът Лазарица е разположен на 1,5 km северно от пътя Кукуш - Ругуновец. Обектът представлява останките на праисторическо селище и на значителен град от класическата и елинистическата епоха. В подножието на хълма е разкрит некропол с цистови гробове. В местността Киреч югоизточно от Лазарица, край каменоломната Лазаридис в покрайнините на селото има два естествени хълма също с исторически останки, обявени за паметник на културата.
В 1986 година обектът е обявен за защитен паметник, като в 1996 година границите му са разширени.